# Kavics
A kavics természetesen aprózódott, túlnyomóan kvarc- és kvarcitszemekből álló, laza üledékes kőzethalmazok természetes állapotú, vagy mosott, osztályozott, esetleg tört terméke. Az építőipari szabvány szerint legalább 4 mm alsó határszemnagyságú, míg a talajtani meghatározás szerint legalább 2 mm szemnagyságú frakciókból áll.
Elsősorban folyókban, tenger- és tópartokon képződik a víz kőzetkoptató hatására. A természetes kavics általában homokkal együtt fordul elő.
A jelenlegi élő vízfolyásokból kotort, geológiai múltban keletkezett folyami kavics és a jelenlegi tengerszint alól kitermelt bányakavics a beton lényeges adalékanyaga. A folyók medréből kikerült homokos kavics a víz sodra folytán csiszolt, jól mosott, ennek következtében betonkészítményekhez jól megfelel. A bányakavics gyakran agyagos, ezért vasbetonhoz csak átmosás után lehet felhasználni. A folyami homok és a folyami kavics keverékének a neve: sóder, A 4 mm alatti szemeket homoknak, a 4 mm felettieket kavicsnak nevezik.